# Грантсбург (селище, Вісконсин)
Грантсбург (англ. Grantsburg) — селище (англ. village) в США, в окрузі Бернетт штату Вісконсин. Населення — 1330 осіб (2020).

## Географія
Грантсбург розташований за координатами 45°46′49″ пн. ш. 92°40′59″ зх. д. / 45.78028° пн. ш. 92.68306° зх. д. (45.780352, -92.683193). За даними Бюро перепису населення США в 2010 році селище мало площу 7,78 км², з яких 7,72 км² — суходіл та 0,06 км² — водойми.

## Демографія
Згідно з переписом 2010 року, у селищі мешкала 1341 особа в 567 домогосподарствах у складі 345 родин. Густота населення становила 172 особи/км². Було 636 помешкань (82/км²).
Расовий склад населення:
| - 94,6 % — білих - 1,3 % — корінних американців - 1,0 % — чорних або афроамериканців - 0,5 % — азіатів - 0,1 % — вихідців з тихоокеанських островів |

До двох чи більше рас належало 2,1 %. Частка іспаномовних становила 1,1 % від усіх жителів.
За віковим діапазоном населення розподілялося таким чином: 23,5 % — особи молодші 18 років, 53,5 % — особи у віці 18—64 років, 23,0 % — особи у віці 65 років та старші. Медіана віку мешканця становила 43,1 року. На 100 осіб жіночої статі у селищі припадало 80,7 чоловіків; на 100 жінок у віці від 18 років та старших — 79,7 чоловіків також старших 18 років.
Середній дохід на одне домашнє господарство становив 45 678 доларів США (медіана — 34 728), а середній дохід на одну сім'ю — 54 916 доларів (медіана — 46 250). Медіана доходів становила 42 188 доларів для чоловіків та 38 350 доларів для жінок. За межею бідності перебувало 24,8 % осіб, у тому числі 38,7 % дітей у віці до 18 років та 15,2 % осіб у віці 65 років та старших.
Цивільне працевлаштоване населення становило 508 осіб. Основні галузі зайнятості: освіта, охорона здоров'я та соціальна допомога — 36,6 %, виробництво — 17,5 %, мистецтво, розваги та відпочинок — 14,8 %.